# Plöckenstein
De Plöckenstein (Tsjechisch: Plechý) is een 1378,3 meter hoge berg in het Bohemer Woud, op de grens van Oostenrijk en Tsjechië.

## Geografie
De berg is het hoogste van het Oostenrijkse deel van het Bohemer Woud en van Mühlviertel. Het ligt ten zuidwesten van het grote Lipnomeer (Moldaustausee) in Tsjechië en is bekend door Adalbert Stifter. De grens loopt over de top. In het noorden ligt Nová Pec bij de Plöckensteiner See, het zuidelijkste gletsjermeer. De Tsjechische kant behoort tot het Nationaal park Šumava/Bohemer Woud.

## Drielandenpunt
De Plöckenstein ligt circa 1,3 kilometer ten oosten van het drielandenpunt Duitsland-Oostenrijk-Tsjechië. Dit ligt ten oosten van 1365 meter hoge Bayrischen Plöckensteins.
Tijdens de Koude Oorlog was het grensgebied van het Bohemer Woud voor de Oost-Europese burgers onbereikbaar. Na de val van het IJzeren Gordijn is het toegankelijk geworden.

## Bezienswaardigheden
- Dreisesselberg (1333 meter)
- Lipnomeer (Moldaustausee)
- Plöckensteinsee (1090 meter)
- Schwarzenbergscher Schwemmkanal
- Stifterdenkmal (1311 meter)